# Asatsja (vulkaan)
De Asatsja (Russisch: Асача) is een complexe vulkaan in het zuidelijk deel van het Russische schiereiland Kamtsjatka. Het vulkanisch complex bestaat uit Pleistocene en Holocene vulkanen en bevindt zich iets ten westen van de Moetnovski, ten zuidoosten van de Gorely en ten noorden van de Chodoetka. Samen met de Gorely, Moetnovski en Opala vormt de Asatsja onderdeel van de oostelijke vulkaanring van Kamtsjatka.
Uit het Pleistoceen stammen de oude schildvulkaan Asatsja, de oostelijke stratovulkaan Zjelty, de jongere stratovulkaan Asatsja en de kleine lavakoepel Toemanov in het zuidoosten. Van allen werden de kegels tijdens eerdere uitbarstingen verwoest, maar van de Toemanov is de kegel het best bewaard gebleven. Op de flanken van de Asatsja bevinden zich 10 lavakoepels, die vooral uit het Pleistoceen, maar mogelijk ook uit het Holoceen stammen. In 1983 vond een zware vulkanisch-tektonische aardbeving plaats nabij de vulkaan Zjelty, wat erop wijst dat het Asatsja-complex nog altijd vulkanisch actief is.
Rond het complex bevindt zich een grote vlakte met puimsteen, veroorzaakt door pyroclastische stromen.
Aan de zuidoostzijde en de noordwestzijde bevinden zich thermische bronnen (respectievelijk de Asatsja-bronnen en de Verschne-Opala-bronnen).